# Василий II Българоубиец
Василий II пренасочва насам.  За други значения вижте Василий II (пояснение).
Василий II Българоубиец (на гръцки: Βασίλειος Β΄ Βουλγαροκτόνος) е император на Византия от Македонската династия, управлявал от 976 до 1025 година. Управлението му, преминало в непрекъснати войни с вътрешни и външни врагове, се определя като връх на византийското могъщество. Василий II укрепва централната власт и държавните финанси, запазва и разширява завоеванията на предшествениците си в Сирия и Кавказ, а с покоряването на България през 1018 г. възстановява господството на Византия над Балканския полуостров, съществувало преди славянското преселение от VII век. Военнополитическият му съюз с Киевска Рус води до покръстването на русите през 988 г.

## Ранни години
Василий II е първородният син на император Роман II, когото наследява заедно с по-малкия си брат Константин VIII през март 963 г. Тогава момчетата са едва на 5 и 3 години. Макар и короновани като съвладетели още приживе на баща си, поради малолетието им след смъртта на Роман II вместо тях управляват първо майка им, императрица Анастасо-Теофано, и паракимоменът Йосиф Вринга, а впоследствие съимператорите Никифор II Фока (963 – 969) и Йоан I Цимисхий (969 – 976), под чието ръководство Византия постига значителни успехи срещу араби и българи.
В началото на 976 г., когато Цимисхий умира, Василий II и Константин VIII остават единствени императори. По това време те все още нямат опит и фактическото управление на държавата се поема от паракимомена Василий Лакапин. Начело на имперската администрация, евнухът Василий е най-влиятелният сановник в столицата, но малоазийската военна аристокрация е твърдо настроена срещу неговия режим.

## Борби за власт
Първата четвърт от царуването на Василий II преминава в борба за власт с бунтуващите се военни и поддържащите ги богати земевладелци („динатите“). Първи срещу него въстава управителят на тема Месопотамия Варда Склир. През лятото на 976 г. той се обявява за император, след което разбива две армии на константинополското правителство и овладява цяла Мала Азия. Въстанието му е потушено едва през 979 г., без Василий да спечели повече реална власт. Победителят на Склир – пълководецът Варда Фока, заема мястото му като командир на източните ромейски войски, а фактическата власт в Константинопол остава в ръцете на паракимомена Василий Лакапин до към 985 г. Тогава или малко по-късно Василий II отстранява своя съименник, изобличен в заговор с армията и разхищение на имперското имущество.
Без практически опит във военното командване, през 986 г. императорът търпи голямо поражение от българите в битката при Траянови врата. Това подкопава авторитета му и провокира ново въстание на Склир в Месопотамия. Изпратен отново срещу бунтовника, този път Фока се обявява сам за император, повежда войските си през Мала Азия към Константинопол и достига Босфора и Дарданелите. С руска помощ Василий II удържа победа в решителната битка при Абидос през април 989 г. и до края на същата година усмирява разбунтувалите се области.
Победата над Варда Фока прави Василий II безспорен повелител в империята за повече от тридесет години. Неговият брат и съвладетел Константин VIII запазва само представителни функции и се меси рядко в управлението. Следващият претендент за престола се появява през 1021 – 1022 г. в централна Анатолия. Докато императорът е на поход срещу грузинците, местният управител Никифор Ксифий се разбунтува заедно с Никифор Фока (син на Варда), който се провъзгласява за император. Въстанието е потушено след раздор сред самите бунтовници.

## Войни и дипломация

### На Балканите
Едно от най-значимите постижения на император Василий II е покоряването на България. Това става след повече от четири десетилетия упорити борби, в които василевсът често предвожда сам войската си.
През 971 г., в резултат от руското нашествие на Балканите и последвалата руско-българо-византийска война, Йоан Цимисхий завладява Велики Преслав, пленява българския цар Борис II и го принуждава да абдикира. Така, поне от гледна точка на ромейското правителство, е сложен край на независимата българска държава. Но имперските армии не достигат югозападните предели на българското царство, които въстават начело с комитопулите скоро след смъртта на Цимисхий.
В началото на царуването на Василий II отрядите на комитопула Самуил подлагат балканските провинции на империята на систематични опустошения. В течение на около десет години армиите на василевса са заети с потушаването на междуособиците в Мала Азия, поради което нямат възможност да окажат ефективно противодействие на българите. През лятото на 986 г. значителна армия, водена от самия Василий II, навлиза на българска територия и обсажда неуспешно крепостта Средец. Поради логистични затруднения и слухове за заговор в тила, императорът е принуден да се оттегли, но е нападнат от засада в прохода Траянови врата и претърпява съкрушително поражение, а животът му е спасен като по чудо от арменската императорска гвардия. След този провал Византия губи контрола над земите на север от Стара планина, Бер и други крепости в околностите на Солун. Поредицата от походи, ръководени лично от императора през 991 – 994 г., не ликвидират българската заплаха. Едва със сражението при Сперхей, спечелено от наместника на Василий – Никифор Уран, през 996 г., на българските нападения към Солун и Пелопонес е сложен край. Византийските владения в Далмация обаче остават уязвими и през 998 г. императорът е принуден да ги предаде на венецианския дож, който да ги защити като византийски наместник от атаките на българи и хървати.
След прекъсване на настъпателните действия, наложено от арабските нападения в Сирия и от поземлената реформа в империята, през 1000 г. Василий II повежда решителна война за унищожаване на Самуиловото царство. През същата година военачалниците му завоюват повторно Североизточна България с Преслав. Императорът ръководи лично следващите кампании, довели до завладяването на Сервия и Воден (1001 г.), Видин (1002 г.) и Скопие (1003 г.).
Развръзката на продължителния конфликт настъпва десетилетие по-късно, в решителната битка при Ключ (29 юли 1014 г.), където Василий ІІ побеждава армията на цар Самуил. По заповед на василевса пленените 15 000 български войници са ослепени, като на всеки 100 е оставен един едноок за водач. Спасилият се с бягство Самуил умира, потресен от вида на ослепената си армия. След този удар българите губят едновременно военна сила и способен водач, което значително улеснява Василий ІІ. Редувайки жестокостите с увещания и дарове за по-малодушните боляри и пренебрегвайки провокациите на източните граници, императорът продължава войната още четири години срещу наследниците на Самуил – цар Гаврил Радомир и цар Иван Владислав. Съпротивата на българите е сломена окончателно през 1018 г.
Завладените български земи са включени във византийската военноадминистративна система за повече от век и половина. Заедно с България под византийско върховенство попадат и покорените от Самуил сръбски области – Рашка, Босна, Дукля и Захълмие, както и Хърватското кралство, чийто владетел се признава за византийски васал. Към 1024 г. империята възстановява властта си над тема Далмация, възползвайки се от междуособиците във Венеция.

### В Кавказ
Византийското разширение към кавказкия регион започва дълго преди възцаряването на Василий с овладяването на Теодосиопол (днешен Ерзурум) през 949 и областта Тарон през 967 г. Василий продължава настъплението, подтикнат от военната подкрепа на грузинското княжество Тао за претендента Варда Фока. Владетелят на Тао, Давид III, е подчинен през 990 г., а след смъртта му, през 1000 г., областта е окупирана от византийците. Зает с войната срещу българите обаче императорът допуска обединение на Абхазия, Картли и Кахети в силно Грузинско царство, което претендира да владее Тао и преминаващите през него важни търговски пътища. През 1016 г. грузинският цар Георгий I разбива местните византийски сили. След покоряването на България Василий II повежда двугодишна наказателна кампания (1021 – 1022), в резултат на която затвърждава византийските териториални придобивки и превръща в свои васали владетелите на Грузия и Ани. По същото време Византия анексира арменското царство Васпуракан, разположено на изток от езерото Ван).

### В Сирия и Месопотамия
От 30-те години на X век насетне византийските армии постигат големи успехи срещу съседните на Византия арабски емирства, останки от разпадналия се Абасидски халифат. Тези усилия стават особено интензивни през 60-те и началото на 70-те години, когато Никифор II Фока и Йоан Цимисхий завладяват Крит, Кипър, Киликия, Сирия, части от Месопотамия и Армения. Със самостоятелното управление на Василий II идва краят на тази експанзия. Зает в борбите с динатите и Самуил, той повежда дефанзивна политика спрямо източните съседи на империята, с единствено изключение арменско-грузинските княжества в Кавказ.
Най-голямата заплаха за източните граници на Византия по това време произхожда от династията на Фатимидите, която се установява в Египет малко преди възцаряването на Василий и оспорва агресивно сюзеренитета му над Хамданидското емирство около град Алепо в Северна Сирия. Византийските войски претърпяват няколко сериозни удара, но с два похода през 995 и 999 г. императорът успява да защити тази буферна държавица. През 1001 г. е сключено примирие, което се задържа до края на управлението на Василий. Фатимидите успяват да окупират Алепо през 1016 г., но го губят няколко години по-късно вследствие и от търговското ембарго, наложено от Византия, и въстанията, инспирирани от нейната дипломация.
Сигурността на византийска Месопотамия също е под въпрос за дълго, особено по време на войните със Склир и Фока, когато империята губи трайно големия град Едеса. По-нататъшни загуби не са допуснати, благодарение и на междуособиците сред самите мюсюлмани. Към 1000 г., след поредица от сблъсъци, Василий II успява да се спогоди с кюрдските емири от Маяфаркин (на мястото на днешния град Силван, в Диарбекир) – Маруанидите, които изместват мощната иранска династия на Буидите като непосредствен съсед на Византия.

### В Италия
Военните ангажименти в Близкия изток и на Балканите предопределят продължителната пасивност на Василий II в Италия. Трайна заплаха за богатите византийски владения в южната част на Апенинския полуостров – областите Апулия, Лукания и Калабрия, са германските императори. За реализирането на своите политически и териториални претенции те използват освен собствените и военните сили на своите васали – лангобардските княжества Капуа, Беневенто и Салерно. През 982 г. Отон II повежда лично войските и съюзниците си дълбоко във византийските земи. Нашествието е ликвидирано не от византийските власти, а от други нашественици – сицилианските араби (сарацини), които разгромяват германците и лангобардите недалеч от Реджо ди Калабрия. Това събитие премахва задълго пряката германска заплаха, но арабските нападения продължават още десетилетия. Техен обект стават повечето големи византийски градове в региона (Козенца, Матера, Таранто), някои от които са превзети и разорени. През 1003 г. арабите достигат и обсаждат близо пет месеца столицата на Византийска Италия – Бари. Градът е спасен само с намесата на Венеция, чиято флота транспортира имперските войски в замяна на облекчения в търговията с Константинопол.
Липсата на ефективна защита, данъчният гнет и стремежът на местното търговско съсловие към повече самостоятелност водят до няколко бунта срещу византийската власт в южна Италия още през 80-те години на X век. Най-сериозно е въстанието на Мелис през 1009 г. Бунтовниците вземат властта в Бари и се съпротивляват повече от година, преди да бъдат сломени от византийските войски. Обратът в борбата срещу българите през 1014 г. позволява на Василий II да отдели по-големи човешки и материални ресурси, за да закрепи властта си в Италия. Тази задача е постигната от способния управител Василий Войоанис, който отразява нашествията на Мелис и норманите през 1018 и на германския император Хайнрих II през 1022 г. Успехите на Войоанис дават възможност за икономическото съвземане на италийския катепанат и подготвят условията за унищожаване на арабската база в Сицилия. Подготовката за похода оглавява самият император, но през декември 1025 г. Василий II се разболява и умира, преди да успее да осъществи плановете си.

### Отношения с Киевска Русия
Първоначално отношенията на Василий II с русите са враждебни. Възползвайки се от вътрешнополитическите затруднения на империята, през 987 г. киевският княз Владимир напада основния опорен пункт на византийската политика и търговия в Северното Черноморие – Херсонес. Градът пада след продължителна обсада през пролетта на следващата година. Притиснат от бунтовника Варда Фока, Василий не прави опит да го отвоюва, а се обръща към Владимир за военна помощ. Съгласно договора, сключен през 988 г., руският княз връща Херсонес на византийците и изпраща 6000 бойци, които допринасят решително за разгрома на Фока. В замяна Владимир получава за жена сестрата на Василий – Анна Порфирогенита, и, вероятно, търговски и политически привилегии. В изпълнение на условието за женитбата Владимир покръства себе си и народа си, а в държавата му се установява византийска църковна йерархия, поставена от константинополския патриарх.

Русите играят основна роля във военните предприятия на Василий II до края на управлението му, включително и в походите в България, Сирия и Кавказ. С руска помощ през 1016 г. византийската флота потушава бунта на управителя на Боспор (днешен Керч) Георгий Цула и укрепва имперските позиции в Крим. Според алтернативна хипотеза с този поход са унищожени последните остатъци от Хазарския хаганат. Елитната варяжка гвардия остава, макар и в различен етнически състав, част от императорската охрана чак до XIV век.

## Управление на империята

### Поземлена политика
Вътрешната политика на Василий II е насочена към финансово и военно укрепване на държавата чрез защита на войнишките имоти от посегателствата на едрите земевладелци. В този смисъл той се опитва да приложи регулациите за поземлената собственост, въведени от прадядо му, император Роман I Лакапин. През 996 г. Василий издава новела (едикт), с която нарежда да бъдат реституирани заграбените имоти и отменя 40-годишната давност за узаконяване на новите собственици. Неприложима повсеместно, тази разпоредба все пак е използвана срещу отделни динати. С експроприирането на имуществото им императорът налага властта си и всява страх у всички останали, потенциално непокорни служители.
Отношението му към църквата е по-умерено в сравнение с това на Никифор II, който забранява основаването на нови манастири и поземлени дарения за старите. През април 988 г. Василий II отменя тези разпоредби на своя предшественик, вероятно за да спечели благоразположението на клира в разгара на борбата с Варда Фока. След като надвива вътрешните си врагове обаче императорът отново затяга мерките срещу разрастването на манастирските стопанства, което оставя общините и стратиотите без средства и засилва мощта на динатите в ущърб на държавата. Чрез новелата от 996 г. той позволява на църквата да задържи по-големите обители, но връща малките под юрисдикцията на общините.

### Данъчна политика
Войните на Василий II изискват огромни разходи, а компенсирането им изисква увеличение на данъците. Последното има няколко негативни последици: недоволство на провинциалните градове, засвидетелствано в редица бунтове в Италия, Крим и Сирия, и масово изоставяне на земеделските земи от стопаните, спасяващи се от данъчните си задължения. Вторият феномен намалява приходите в държавната хазна и засилва динатите. За да му противодейства, през 1003 г. Василий II разпорежда данъкът за изоставените земи („алеленгионът“) да бъде заплащан не от общината, както дотогава, а само от богатите съседи на имота. Тази мярка възпира обедняването на дребните собственици и осигурява средства за завоевателните походи в България. Въпреки скъпите и почти непрекъснати военни кампании, към края на управлението на Василий II данъчните власти събират в държавната хазна безпрецедентната сума от 14,4 милиона номизми.

### Приобщаване на новите владения
В източните територии, завладени от предшествениците му, Василий II предоставя правораздаването, администрацията и събирането на данъци на местните жители под надзора на висши имперски функционери. Търпимостта му към мюсюлманите и монофизитите слага край на обезлюдяването, довело цели области до запустяване и икономическа разруха, и стимулира развитието на търговията със съседните мюсюлмански държави. Резултатът е възстановяване на тези земи от опустошенията, съпровождали завоюването им. За да заздрави властта си по югоизточните си граници, Василий II разселва сред местните мюсюлмани повече от 400 000 арменци от Васпуракан.
Действията му спрямо българите след 1018 г. следват логиката на поведение в източните земи. Българските боляри получават византийски титли и длъжности, насърчават се брачните им връзки с византийската аристокрация. За да предотврати бъдещи въстания, императорът урежда особения статут на българските земи в империята, като запазва данъците само в натурален вид и автокефалността на Охридската църква, макар и понижена в ранг от патриаршия на архиепископия.

## Характер и личен живот
Масовото ослепяване на пленници във войната с България печели на Василий II определението на „човек, за когото нямаше непозволена жестокост“. Постъпката му се обяснява и с държавнически мотиви: осакатяването на българските бойци е обичайно наказание за бунт срещу законния владетел, както византийците разглеждат действията на Самуил след детронирането на Борис II от Йоан I Цимисхий. Като алтернатива на убийството, ослепяването се сочи като „по-хуманно наказание“ над едноверци-християни, необходимо за неутрализиране на съпротивата срещу византийските войски.
Познанията за личните качества на Василий II произлизат основно от хрониста Михаил Псел, негов съвременник. Подир Псел и историците от по-ново време описват императора като суров и страховит воин, презиращ науките и литературата до степен да не владее безукорно граматиката. Тази характеристика се отнася за късните му години и се поставя в контраст както с начина на живот на изнежените му предци, така и със собствената му младост, когато самият Василий се отдава на разгулен живот. Коренната промяна в характера му настъпва в резултат от въстанията на Склир и Фока, които поставят под въпрос не само властта, но и физическото му оцеляване. Тогава Василий заменя развлеченията с краен аскетизъм и пестеливост, граничещи със самоунижение.
Свидетел на два дворцови преврата, организирани от майка му, Василий остава неженен до края на дните си. Освен във властовите му амбиции и в опасенията от нежелана намеса на бъдещата съпруга и семейството ѝ в имперските дела, мотивите за безбрачието му се търсят и в чувство за християнско благочестие, за което говори друг хронист, Яхия Антиохийски, и което е силно развито вероятно под влияние на втория му баща Никифор II Фока. Според Адемар от Шабан Василий дава обет, че ще стане монах, ако надвие българите.
Известен е един опит за женитба на Василий. Това става през момчешките му години, в края на 969 г., когато Никифор II Фока го сватосва за княгиня от българския царски род, по всяка вероятност става въпрос за дъщеря на цар Петър I и Ирина Лакапина. Годежът има чисто политически характер като условие за общата борба срещу руския княз Светослав Игоревич. До сватба не се стига, поради убийството на Никифор, което дестабилизира империята вътрешнополитически и дава възможност на Светослав да разгроми българите. Така българо-византийският съюз не дава ефект и планираният брак на Василий с българката се обезсмисля.

## Наследство
Василий II оставя на наследниците си империя с площ от над 1,1 милиона квадратни километра и почти 20-милионно население. Политическото и културното влияние на Византия се разпростира много по-далеч с покръстването на Киевска Русия.
Продължителните му борби с малоазийската аристокрация не водят нито до преразпределение на икономическите ресурси, нито до коренна промяна в отношенията между централната власт и динатите. Голяма част от аристократичните родове (Мелисини, Дуки, Вотаниати и други) запазват мощта си, а други като Комнините, Диогените и Даласините се издигат именно по негово време. Следващите императори се отказват от опитите за противодействие, в резултат от което държавата отслабва. След смъртта на Василий ІІ начело на империята остава брат му Константин VIII, а с племенниците му Зоя и Теодора Македонската династия се изчерпва. Последвалите династически борби наред с нападенията на печенегите и селджукските турци водят до кризата на Византия през втората половина на XI век.

Военно-дипломатическият натиск на Василий в Кавказ и усилията му за политическо и икономическо обвързване на местния елит преобразуват за десетилетия политическия, а още по-трайно – етническия, облик на източните византийски предели. С Трапезундското споразумение, сключено в разгара на грузинската война, императорът създава условия за анексирането на арменските царства Ани (през 1045 г.) и Вананд (1065 г.), които остават във Византия до разгрома при Манцикерт (1071 г.). Масовото преселение от Васпуракан осигурява господството на арменския елемент в обширни части на Сирия, Месопотамия, Кападокия и Киликия, което се запазва и след селджукското нашествие във вид на полунезависими княжества. В крайна сметка, обезлюдяването на арменските земи и унищожаването на независимостта им отслабва Византия, премахвайки важен буфер пред ключовите за могъществото ѝ малоазийски провинции.
Византийското владичество, наложено от Василий II над българските земи, се задържа до 1186 година. Жестокостта му се помни дълго след възстановяването на българската държава. След като опустошава византийска Тракия през 1206 г., цар Калоян се нарича „Ромеоубиец“ в противовес на прозвището „Българоубиец“, с което византийските летописци наричат завоевателя на България. Успехите на Василий II го превръщат в пример за гърците в борбите им за надмощие в Македония през XIX и началото на XX век.

## Памет
Император Василий II е изобразен на задната страна на гръцките военни медали, раздавани за Междусъюзническата война, и на печата на комитета, ръководещ Гръцката пропаганда в Македония.